# Jan Józefat Potocki
Jan Józefat Potocki (ur. 13 lipca 1888 w Kielcach, zm. 9 kwietnia 1940 w Katyniu) – polski duchowny ewangelicko-reformowany, działacz niepodległościowy, a następnie polonijny w USA, naczelny kapelan duszpasterstwa ewangelicko-reformowanego w WP, major, ofiara zbrodni katyńskiej.
Był synem Juliana i Lucyny z Chorzelskich. Wydalony z gimnazjum kieleckiego w VI kl., po strajku szkolnym z lutego 1905; był także więziony przez władze carskie za druk i kolportaż skryptów do nauki polskiego. Do matury pobierał prywatne nauki, jednocześnie angażując się w działalność Polskiej Partii Socjalistycznej (PPS). Aresztowany w 1908 r., spędził 4-lata w carskim więzieniu, a następnie został skazany na dożywotnie osiedlenie na Syberii. Z Syberii w nieznanych okolicznościach udało mu się zbiec do USA, gdzie był działaczem polonijnym, redaktorem polonijnej tygodniówki Jedność – Polonia, członek organizacji politycznej Komitet Obrony Narodowej.
Absolwent Wydziału Teologicznego w Bloomfield, w USA z 1926 r. Ordynowany na pastora, od 1924 roku był pastorem polskiego Prezbiteriańskiego zboru św. Pawła w Baltimore, jako następca Paul Fox. Do Polski powrócił w 1934 r., już w roku następnym zostając powołanym do duszpasterstwa wojskowego jako kapelan WP w Dowództwie Korpusu Okręgu nr VIII w Toruniu
Wiosną 1939 r., awansowany na szefa Głównego Urzędu Duszpasterstwa Ewangelicko-Reformowanego w WP, z jednoczesnym zachowaniem obowiązków w Toruniu. Odznaczony Krzyżem Niepodległości.
W trakcie kampanii wrześniowej, po agresji ZSRR na Polskę wzięty do niewoli sowieckiej. Więziony w Szepietówce i Starobielsku, a następnie wraz z innymi duchownymi obrządków rzymskokatolickiego i prawosławnego w moskiewskim więzieniu na Łubiance. Zamordowany przez NKWD w ramach tzw. zbrodni katyńskiej.
Dwukrotnie żonaty. Korzystając z jego amerykańskiego obywatelstwa druga żona i dzieci wyjechali z okupowanej Polski w 1940 r. do Ameryki.

## Upamiętnienie
Ks. Potockiego, w swoich wspomnieniach więziennych wydanych w USA opisał ks. Franciszek Tyczkowski – późniejszy kapelana 1. Dywizji Piechoty, współwięzień ks. Potockiego ze Starobielska i Łubianki:

Ks. Potocki zajmował się dzieleniem dostarczonej żywności. Krępująca była jego skromność, gdyż wyznaczał sobie wyraźnie mniejsze porcje. Wśród więzionych księży panowała braterska i prawdziwie chrześcijańska atmosfera życzliwości i solidarności".

Pośmiertnie awansowany na pułkownika WP, podczas uroczystości "Katyń pamiętamy, uczcijmy pamięć bohaterów", która odbyła się na Placu Piłsudskiego w Warszawie w dniach 9-10 listopada 2007 r. Ks. Potockiemu poświęcono również materiał multimedialny z cyklu, "Epitafia katyńskie", opracowany przez Media Kontakt i Radę Ochrony Pamięci Walk i Męczeństwa.